# Ignazio Majo Pagano
Ignazio Majo Pagano (Palermo, 15 febbraio 1876 – Palermo, 23 dicembre 1961) è stato uno sportivo italiano, noto per essere il fondatore dell'Anglo-Palermitan Athletic and Foot-Ball Club.

## Biografia
Cresciuto a Palermo, la sua era una famiglia dell'alta borghesia del capoluogo siciliano, figlio dei Majo, proprietari di terreni in viale della Libertà. Frequentò l'Accademia Schermistica Figueroa diventando uno spadaccino.
All'età di ventidue anni si trasferisce a Londra, in Inghilterra, per volere dei genitori, al fine di arricchirsi culturalmente. Resta in Gran Bretagna per ventiquattro mesi e conosce anche il football, sport di cui si appassiona e che importerà nella sua città una volta tornato in Sicilia, l'8 agosto 1900. Insieme ad un gruppo di amici, tra cui il console Edward De Garston, fonda quindi l'Anglo-Palermitan Athletic and Foot-Ball Club, costituita da una formazione mista anglo-italiana. Rosso e blu, come i vecchi colori del Portsmouth, sono i primi colori sociali del sodalizio.
Le prime partite giocate dalla sua squadra, al campo Notarbartolo di proprietà dei Whitaker, sono incontri con equipaggi di navi inglesi di passaggio dal capoluogo siciliano. Vengono sfidati, tra gli altri, l'equipaggio amatoriale inglese del Nathan (la prima partita in assoluto giocata il 30 dicembre 1900 e persa per 5-0), gli ufficiali del Catarina Walker di proprietà del noto banchiere Walker (pareggio per 1-1 il 3 aprile 1901) e gli ufficiali del Victoria and Albert del re Edoardo VII del Regno Unito.
Praticando questo sport si infortuna ad una caviglia. Inizialmente amico di Alfredo Marangolo, messinese che introdusse il calcio a Messina, diventano rivali proprio a causa di questo sport. È stato anche arbitro.
Sposato con Bianca Zanca, ha avuto quattro figli: Vittoria, Fina, Luigi (che fu Presidente del Palermo FBC nel 1935) e Franz.
Negli anni cinquanta Majo Pagano riceve una medaglia d'oro dal Presidente della Repubblica Giovanni Gronchi grazie al fatto di essere stato un pioniere dello sport.